# كهف تحت الغار
كهف تحت الغار هو موقع أثري، يقع على بعد حوالي عشر كيلومترات جنوب شرق مدينة تطوان في المغرب. اكتشف الموقع سنة 1955, في سنة 1956 اسفرت الأبحاث الأولية بقيادة الباحث الاسباني لويس ميكيل دي طاراديل عن تواجد بقايا الإنسان بها منذ ما لا يقل عن عشرة ألاف سنة وهي تعود للفترة الأيبرومورزية.
ثم جاءت بعد ذلك دراسات المعهد الوطني لعلوم الآثار و التراث المغربي لتؤكد أن الموقع عرف فعلا حضارات أخرى كالحضارة الكارديالية في العصر الحجري الحديث والحضارة الجرسية في العصر النحاسي ثم حضارة العصر البرونزي الأطلسي.

## الموقع
تقع مغارة كهف تحت الغار في أقصى شمال شرق جهة طنجة تطوان، على ارتفاع 410 متر فوق مستوى سطح البحر على بعد 8 كم جنوب شرق مدينة تطوان، على وجه التحديد في منتصف الطريق بين قريتي زرقاء ومشروحة على أرض خصبة ومستوية، يواجه الكهف جهة الشمال شرق ومدخله عبارة عن فتحة بعرض تسعة أمتار وطول ثلاثة أمتار.
ينقسم الكهف (بمجرد دخول المدخل) إلى قسمين بعمود صواعد كبير. القسم الأول، بعرض 13 م وطول 12 م، له قاع رملي غير منتظم، في حين أن القسم الثاني أصغر وصخري الذي ينقسم بدوره لنفقان صغيران، على اليمين النفق الرئيسي، حيث يوجد تجويف صغير على شكل حرف L، يبلغ طول أضلاعه 30 مترًا وأقصرها 15 مترًا. يوجد على الحائط الموجود على يسار غرفة النوم الرئيسية ممر ضيق مقسم إلى منطقتين، أكبرها مساحته 14 × 17 م.